# Елмвуд-Плейс (Огайо)
Елмвуд-Плейс (англ. Elmwood Place) — селище (англ. village) в США, в окрузі Гамільтон штату Огайо. Населення — 2087 осіб (2020).

## Географія
Елмвуд-Плейс розташований за координатами 39°11′8″ пн. ш. 84°29′20″ зх. д. / 39.18556° пн. ш. 84.48889° зх. д. (39.185450, -84.488907).  За даними Бюро перепису населення США в 2010 році селище мало площу 0,83 км², уся площа — суходіл.

## Демографія
Згідно з переписом 2010 року, у селищі мешкало 2188 осіб у 872 домогосподарствах у складі 477 родин. Густота населення становила 2646 осіб/км².  Було 1099 помешкань (1329/км²).
Расовий склад населення:
| - 79,1 % — білих - 14,9 % — чорних або афроамериканців - 0,7 % — азіатів - 0,5 % — вихідців з тихоокеанських островів - 0,3 % — корінних американців - 1,0 % — осіб інших рас |

До двох чи більше рас належало 3,6 %. Частка іспаномовних становила 3,6 % від усіх жителів.
За віковим діапазоном населення розподілялося таким чином: 26,6 % — особи молодші 18 років, 63,8 % — особи у віці 18—64 років, 9,6 % — особи у віці 65 років та старші. Медіана віку мешканця становила 35,2 року. На 100 осіб жіночої статі у селищі припадало 103,0 чоловіків;  на 100 жінок у віці від 18 років та старших — 102,1 чоловіків також старших 18 років.
Середній дохід на одне домашнє господарство  становив 45 486 доларів США (медіана — 27 619), а середній дохід на одну сім'ю — 52 010 доларів (медіана — 46 250). За межею бідності перебувало 31,2 % осіб, у тому числі 37,7 % дітей у віці до 18 років та 11,1 % осіб у віці 65 років та старших.
Цивільне працевлаштоване населення становило 581 осіб. Основні галузі зайнятості: виробництво — 21,2 %, мистецтво, розваги та відпочинок — 19,4 %, роздрібна торгівля — 17,7 %.